# امالکا
امالکا (به لاتین: Amalka) یک منطقهٔ مسکونی در لهستان است که در Gmina Sulęczyno واقع شده‌است.

## خصوصیات
امالکا ۲۱۰ نفر جمعیت دارد.